# Delia penicillaris
Delia penicillaris är en tvåvingeart som först beskrevs av Camillo Rondani 1866.  Delia penicillaris ingår i släktet Delia och familjen blomsterflugor. Arten är reproducerande i Sverige. Inga underarter finns listade i Catalogue of Life.